# 三箇村 (新潟県中魚沼郡)
三箇村（さんかむら）は、かつて新潟県中魚沼郡にあった村。

## 沿革
- 1889年（明治22年）4月1日 - 町村制施行に伴い、旧来の中魚沼郡三箇村が村制施行して発足。
- 1901年（明治34年）11月1日 - 中魚沼郡外丸村と合併し、新たに外丸村が発足。同日三箇村廃止。